# Tanacetum walteri
Tanacetum walteri là một loài thực vật có hoa trong họ Cúc. Loài này được (C.Winkl.) Tzvelev miêu tả khoa học đầu tiên năm 1961.